# Bukidnonhoutsnip
De bukidnonhoutsnip (Scolopax bukidnonensis) is een snipachtige die alleen voorkomt in de Filipijnen. Deze soort is pas in 2001 op basis van waarnemingen in 1993 op Mount Kitanglad in Mindanao en een in 1995 verzameld exemplaar bij de Dalton Pass in Nueva Vizcaya op Luzon beschreven als een aparte soort.
De lokale naam voor deze vogel is Mandalugsok.

## Kenmerken
De bukidnonhoutsnip lijkt sterk op de houtsnip (Scolopax rusticola) maar is wat donkerder roodbruin aan de bovenzijde en donkerder vaalgeel aan de onderkant. De strepen zijn ook minder opvallend. Alle overige snippen zijn duidelijk kleiner. Scolopax bukidnensis is een plompe vogel met afgeronde vleugels een lange snavel. De mannetjes en vrouwtjes van deze soort lijken sterk op elkaar.
Deze soort wordt inclusief staart 33 centimeter en heeft een vleugellengte van 17,5 centimeter.

## Voortplanting
Paringrituelen zijn waargenomen in de maanden januari tot maart en in mei. Exemplaren met vergrote gonaden zijn gesignaleerd in januari, april en september. In de maand september is een nest gevonden met 2 net geboren jongen erin. Het nest bevond zich op de grond en was gemaakt door op de bosbodem groeiende mossen plat te stampen.

## Verspreiding en leefgebied
Er zijn geen verschillende ondersoorten van de bukidnonhoutsnip bekend. De soort komt voor op de Filipijnse eilanden Luzon en Mindanao.
De bukidnonhoutsnip is een solitaire vogel die meestal te vinden is op de grond in tropische montaan bos (nevelwoud) boven de 1000 meter boven zeeniveau.

## Status
De bukidnonhoutsnip heeft een redelijk groot verspreidingsgebied en daardoor is de kans op de status  kwetsbaar (voor uitsterven) niet groot. Overigens is er nog weinig over deze snip bekend, maar er is geen aanleiding te veronderstellen dat de soort in aantal achteruit gaat. Om deze redenen staat deze snip als niet bedreigd op de Rode Lijst van de IUCN.